# Karl von Bardeleben
Karl von Bardeleben (ur. 7 marca 1849 w Gießen, zm. 19 grudnia 1919 w Jenie) – niemiecki anatom, syn chirurga Heinricha Adolfa von Bardelebena.
Studiował na uniwersytetach w Greifswaldzie i Berlinie. Od 1873 pracował jako prosektor na Uniwersytecie w Jenie, od 1878 jako docent, od 1898 jako profesor zwyczajny. Bardeleben specjalizował się w anatomii topograficznej i porównawczej. 
W 1886 Bardeleben założył czasopismo "Anatomischer Anzeiger". W 1892 wydał zebrane dzieła anatomiczne Johanna Wolfganga Goethego, pod tytułem "Goethe als Anatom".

## Wybrane prace
- Beiträge zur Anat. der Wirbelsäule (Jena 1874)
- Der Musc. sternalis (1876)
- Über Venen-Elastizität (1878)
- Bau der Arterienwand (1878)
- Die Gesetzmässigkeit des Knochenbaus und ihre allgemeine Bedeutung (1878)
- Entwickelung der Extremitäten-Venen (1879)
- Episternum des Menschen (1879)
- Das Klappen-Distanz-Gesetz (1880)
- Die Hauptvene des Armes (1880)
- Muskel und Fascie (1881)
- Anleitung zum Präparieren (1882. 4. Aufl. 1896)
- Das Os intermedium tarsi der Säugetiere und des Menschen (1883)
- Aponeurose (1885)
- Entwickelung der Fusswurzel (1885)
- Bauchhöhle. Bindegewebe (1885)
- Zur Morphologie des Hand- und Fussskelets (1885)
- Brusthöhle (1885)
- Anatomische Verhältnisse der vorderen Brustwand und die Lage des Herzens (1885)
- Über neue Bestandteile der Hand- und Fusswurzel der Säugetiere, sowie die normale Anlage von Rudimenten überzähliger Finger und Zehen beim Menschen (1885)
- Hand und Fuss (1886)
- Allgem. Anatomie und Histologie des Knochens (1887)
- Die morphologische Bedeutung des Musc. sternalis (1888)
- Über die Lage der weiblichen Beckenorgane (1888)
- Praepollex und Praehallux (Deutsch und englisch. 1889)
- Über die Hand- und Fussmuskeln der Säugetiere, bes. die des Praepollex (Praehallux) und Postminimus (1890)
- Karyokinese (1891)
- Über bisher unbekannte anatomische Arbeiten Goethes (1891)
- Über den feineren Bau der menschlichen Spermatozoën (1891)
- Über Innervierung, Entstehung und Homologie der distalen Gliedmassenmuskeln bei den Säugetieren (1891)
- Die Häufigkeit überzähliger Brustwarzen (Hyperthelie), bes. beim Mann (1891)
- Drei weitere Beiträge zur Hyperthelie (1892. 1893.)
- Goethe als Anatom (1892)
- Über Spermatogenese beim Menschen und bei Säugetieren, bei Monotoemen, Marsupialiern
- Beiträge zur Histologie des Hodens etc.
- Goethes anatomische Schriften
- Atlas der topographischen Anatomie des Menschen (mit H. Haeckel 1894)
- Bones and Muscles of the mammalian Hand and Foot (1894)
- Hand und Fuss (Zusammenfassendes Referat 1894)
- Praefrontale u. Postfrontale des Menschen (1896)
- Innervierung der Muskeln, bes. an den menschlichen Extremitäten (1897)